# Alec Benjamin
Alec Sane Benjamin (Phoenix, 1994. május 28. –) énekes, dalszerző. Számára a Let Me Down Slowly című dal hozta meg az áttörést, több mint 25 országban került a 40 legjobb közé, a Spotify-on pedig 1,4 milliárd lejátszást ért el 2023 augusztusáig. 

## Élet és karrier
Alec Shane Benjamin 1994. május 28-án született az arizonai Phoenixben, ahol nővérével együtt nevelkedett. Gitározni gimnazista korában kezdett, és 2013-ban kiadta első középlemezét (EP) Amerikában.
Benjamin aláírta szerződését a Columbia Recordsnál, majd beiratkozott a Dél-kaliforniai Egyetemre. Csupán hetekkel azután, hogy beküldte albumát, a Columbia Records végett vetett a partnerségnek. Ennek ellenére önfinanszírozott turnéba kezdett Európában. Koncerthelyszínek parkolóiban énekelt, hogy népszerűsítse zenéjét. 
Első albuma, melynek címe Narrated for You, 2018. november 16-án jelent meg. Az albumon szerepelnek az If We Have Each Other, Water Fountain, Annabelle's Homework és a Let Me Down Slowly című számok. Az utóbbit később Alessia Cara énekesnővel újra kiadták. 
Albumának népszerűsítése közben olyan videókat töltött fel YouTube-ra, ahol dalait akusztikusan adja elő.
Benjamin debütáló stúdióalbuma, a These Two Windows 2020. május 29-én jelent meg. A Billboard Top Album Sales listáján nyolcadik helyet ért el. Második albuma 2022. április 15-én jelent meg (Un)Commentary címmel.
2023-ban John Mayer észak-amerikai turnéján lépett fel. Október 15-én fellépett a Minecraft élő műsorában, ahol a Let Me Down című dalának paródiáját adta elő. 
Mandarin kínaiul beszél és énekel, Zhao Lusi színésznővel elkészítette Water Fountain című dalának mandarin verzióját is. 

## Hatások
Benjamin bevallása szerint Eminem, John Mayer, Jason Mraz, Paul Simon, Joe Avneri és Chris Martin, a Coldplay énekese is nagy hatással volt rá.
Azt is kifejezte, hogy a klasszikus zenét is kedveli, kedvencei között van például Joni Mitchell, Leonard Cohen, Carole King és Jackson Browne.

## Diszkográfia
Stúdióalbumok
- 2022: (Un)Commentary
- 2020: These Two Windows (Atlantic)

Mixtapes
- 2013: Mixtape 1: America (White Rope)
- 2018: Narrated for You

Kislemezek
- 2014: Paper Crown
- 2016: End of the Summer
- 2017: I Built a Friend
- 2018: Let Me Down Slowly
- 2018: Boy in the Bubble
- 2018: If We Have Each Other
- 2018: Death of a Hero
- 2018: Outrunning Karma
- 2018: 1994
- 2018: If I Killed Someone for You
- 2018: Water Fountain
- 2019: Let Me Down Slowly (feat. Alessia Cara)
- 2019: The Saddest Song
- 2019: Must Have Been the Wind
- 2019: Jesus in LA
- 2019: Mind Is a Prison
- 2020: Demons
- 2020: Oh My God
- 2020: The Book of You & I
- 2020: Six Feet Apart (Quarantine Song)
- 2021: The Way You Felt
- 2021: Change My Clothes (Dreammel)
- 2022: Devil Doesn’t Bargain

## Fordítás
Ez a szócikk részben vagy egészben  az   Alec Benjamin című angol Wikipédia-szócikk ezen változatának fordításán alapul.  Az eredeti cikk szerkesztőit annak laptörténete sorolja fel. Ez a jelzés csupán a megfogalmazás eredetét és a szerzői jogokat jelzi, nem szolgál a cikkben szereplő információk forrásmegjelöléseként.